# Edoardo Capolino
Edoardo Capolino (* 3. August 1909; † 31. Januar 1985) war ein italienischer Filmregisseur.
Capolino war nach dem Zweiten Weltkrieg Vorsitzender des Radio Club d’Italia. Für die italienische Version des dokumentarhaften Abenteuer-Spielfilms La grande caccia 1957 – internationale Titel sind East of Kilimanjaro und The Big Search – wird er als Regisseur und Produzent geführt; im Jahr zuvor war er für die amerikanische Auswertung des 1953 entstandenen Soli per le strade als Präsentator gelistet worden.

## Schriften
- Appunti per il telegrafista, compilati da E. C. Firenze: G. Filippini, 1941. (OPAC SBN)